# Punta Sabbioni
Punta Sabbioni (Punta Sabioni in veneto) è una frazione del comune di Cavallino-Treporti posta all'estremità meridionale del litorale del Cavallino, il quale separa la laguna dal mare. Si trova di fronte a Venezia, dalla parte est, dalla quale dista per via acquea una decina di chilometri, mentre per via stradale dista 60 km.

## Storia
Fino al 1999, anno della creazione del comune di Cavallino-Treporti, faceva parte del comune di Venezia.

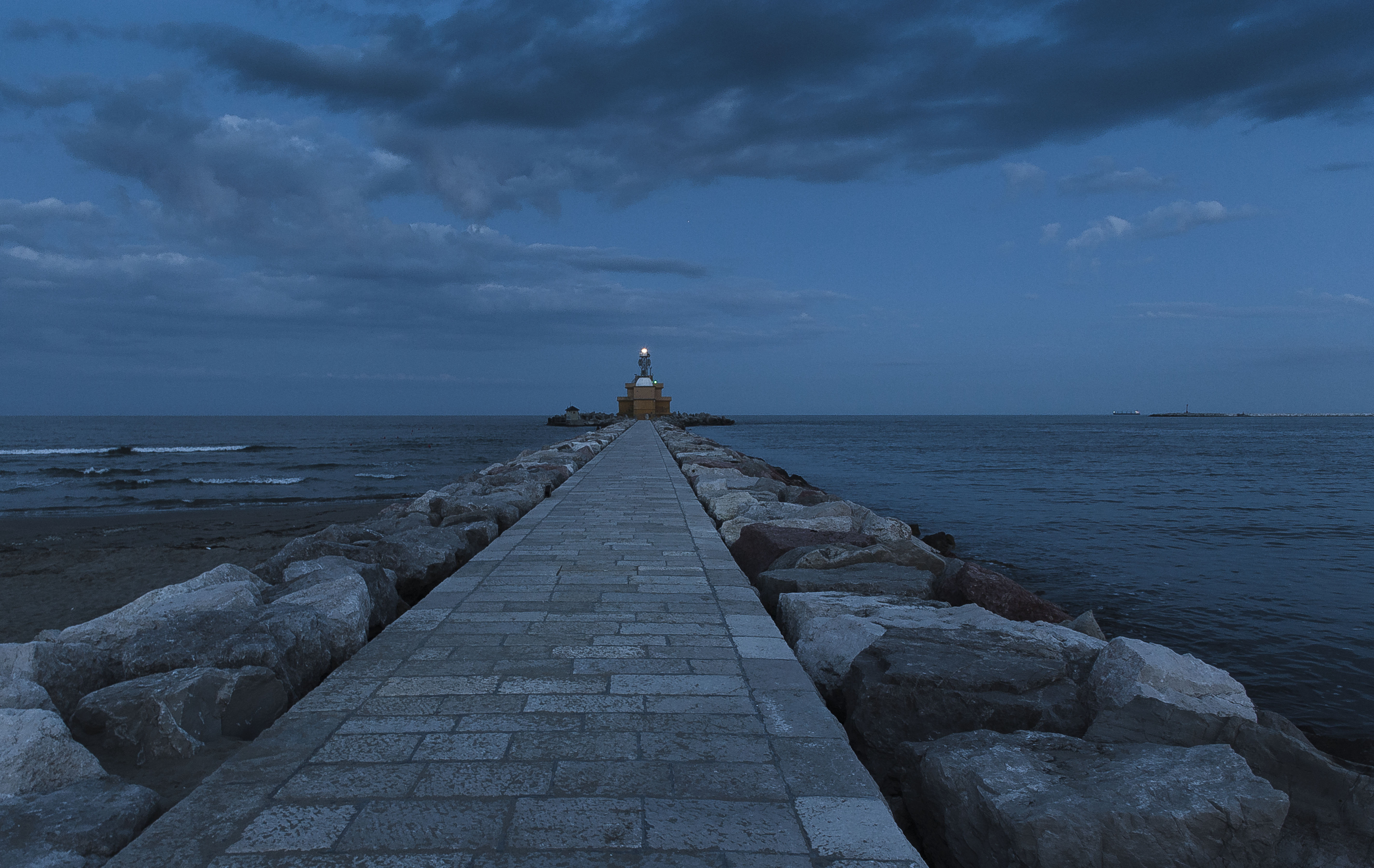
Faro

Nell'arco degli ultimi due secoli ha visto l'ingigantirsi del suo territorio verso il mare a causa dell'accumulo di sabbia a ridosso della diga costruita nel 1888, si prevede che nei prossimi venti anni il limite del terreno arriverà alla punta della diga, con conseguenze imprevedibili per i fondali della bocca di porto suscettibili di "scanno". Per la costruzione del faro furono necessari 28 anni: i lavori furono infatti avviati nel 1882, per poi finire nel 1910.
È sede di numerosi campeggi, di cui uno tra i più ampi e migliori d'Italia, il camping "Marina di Venezia", di proprietà del comune di Venezia e gestito in appalto da una società privata, realizzato su terreni ex di proprietà dello Stato (Demanio Marittimo) e dismessi come zona militare , come quasi tutta la costa del Cavallino era durante la guerra fredda.
Oltre che sul turismo, l'economia locale si fonda sull'agricoltura specializzata, che produce articoli distribuiti in tutta Italia (castraure, meloni, pomodori).
Durante la prima guerra mondiale ospitò una delle due aviorimesse della Stazione Idrovolanti di Venezia, la stazione idrovolanti della Regia Marina.
Nel 2003 sono iniziati i lavori della sponda nord della bocca di porta del Lido, facente parte del sistema di dighe mobili MOSE, ed è stato costruito anche il porto rifugio per il ricovero e il transito delle imbarcazioni e dei mezzi di soccorso quando le paratoie sono in funzione.

## Monumenti e luoghi d'interesse

### Archeologia militare
La Batteria Amalfi è una delle più importanti opere militari costruite nel Litorale a difesa di Venezia durante la prima guerra mondiale, oggi facente parte della rete museale "Via dei Forti"

### Aree naturali
Nella zona vicino al faro c'è un biotopo litoraneo protetto, denominato “dune e boschi di Punta Sabbioni”, facente parte della rete Natura 2000.

### Galleria d'immagini

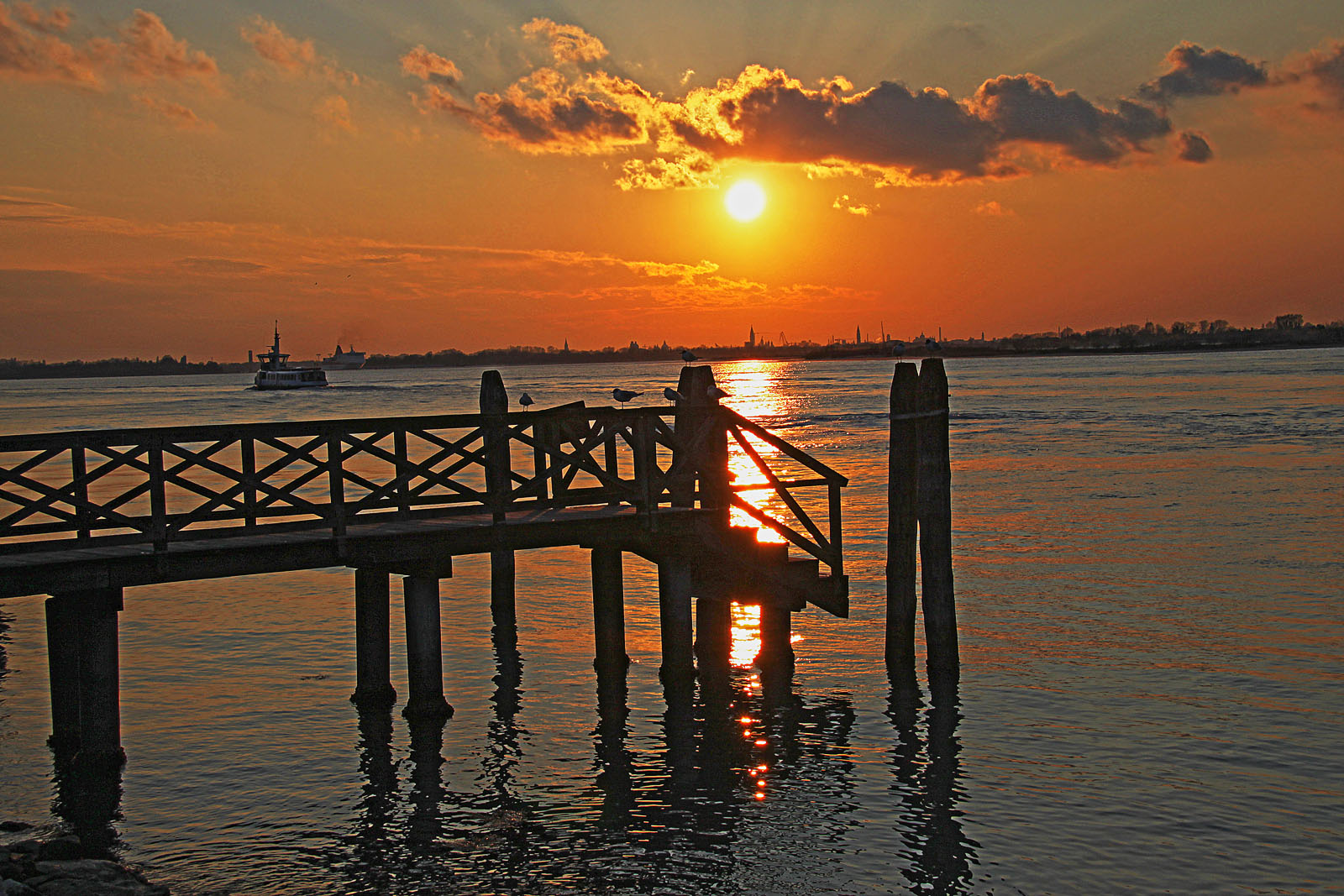
Tramonto
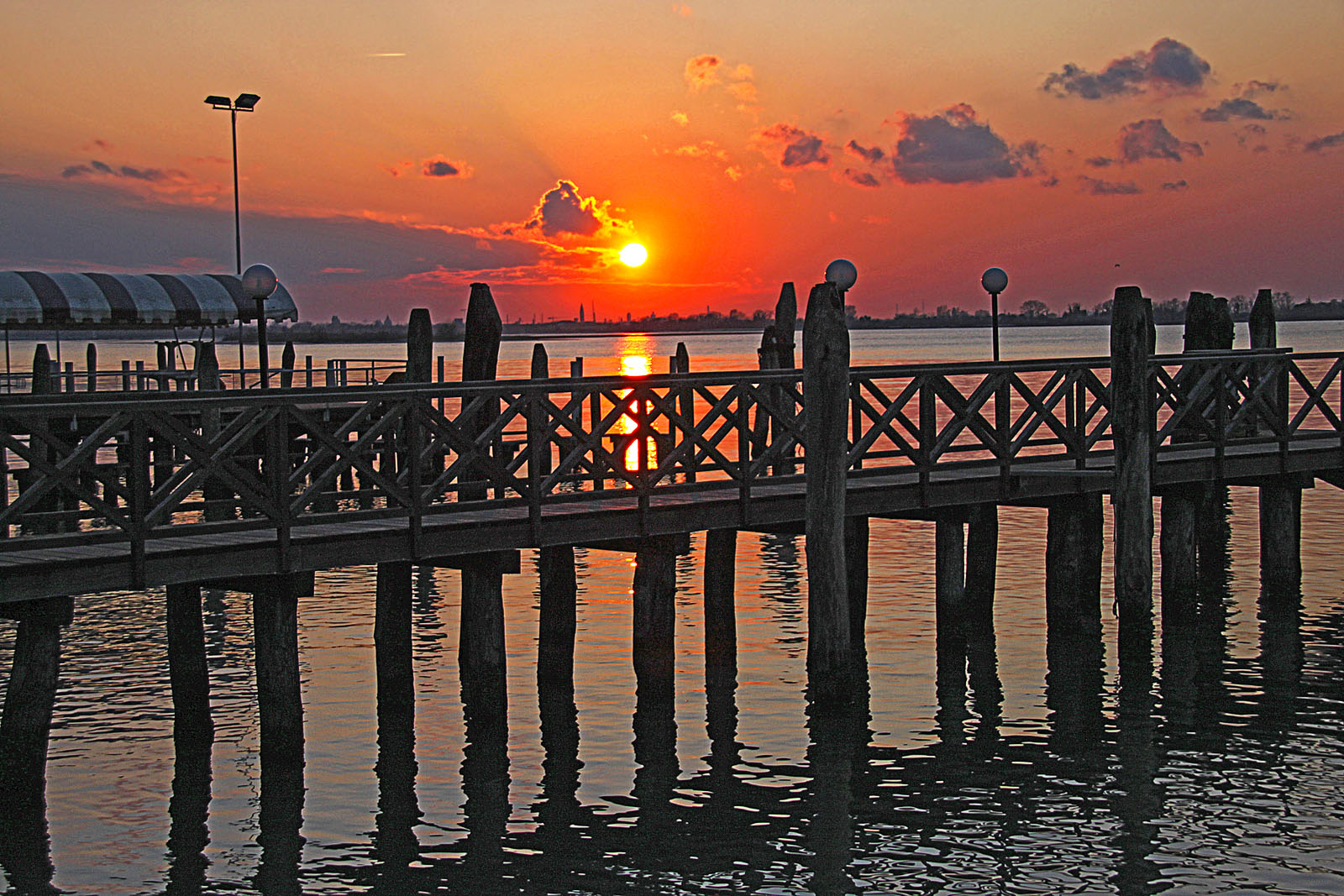
Tramonto
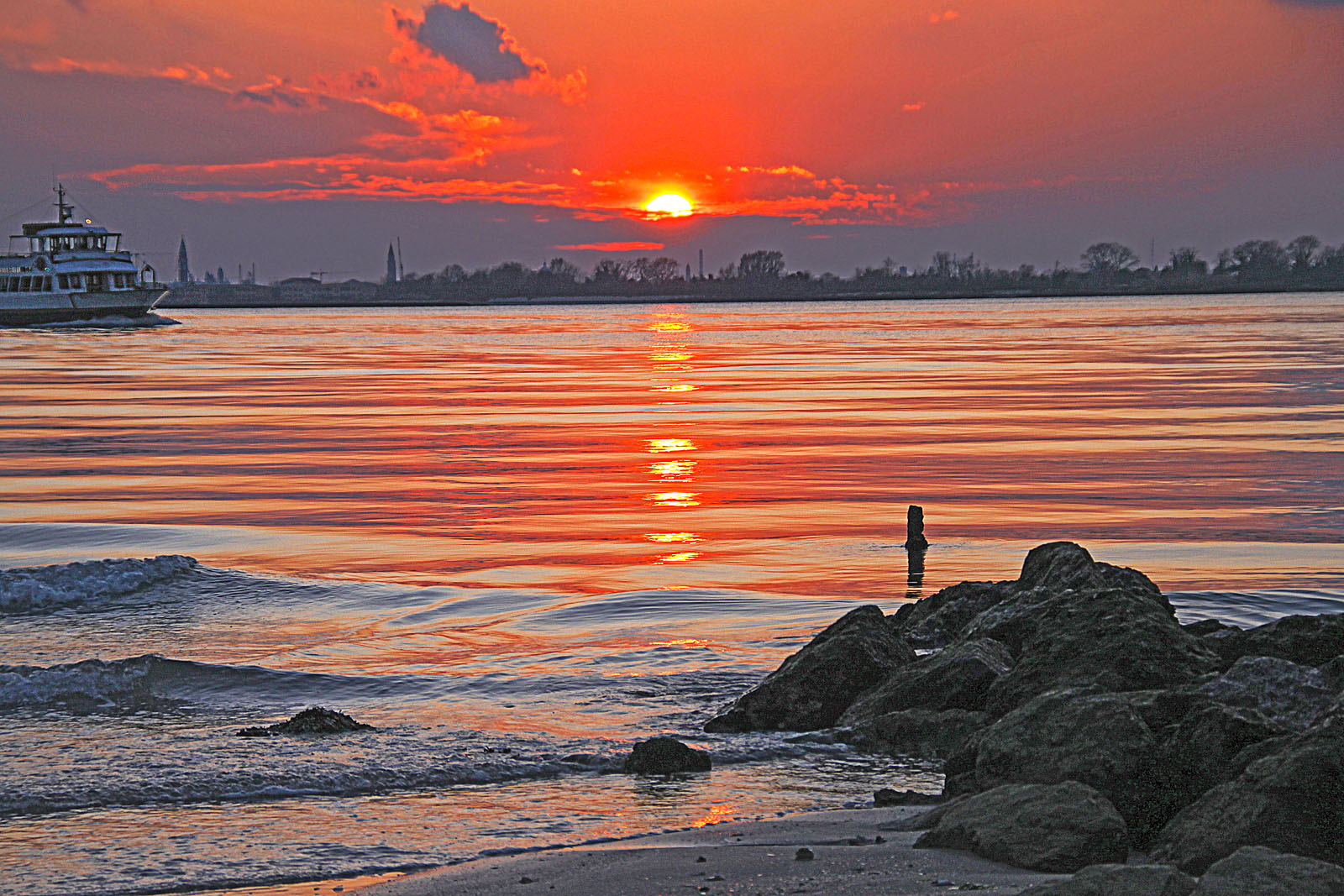
Tramonto
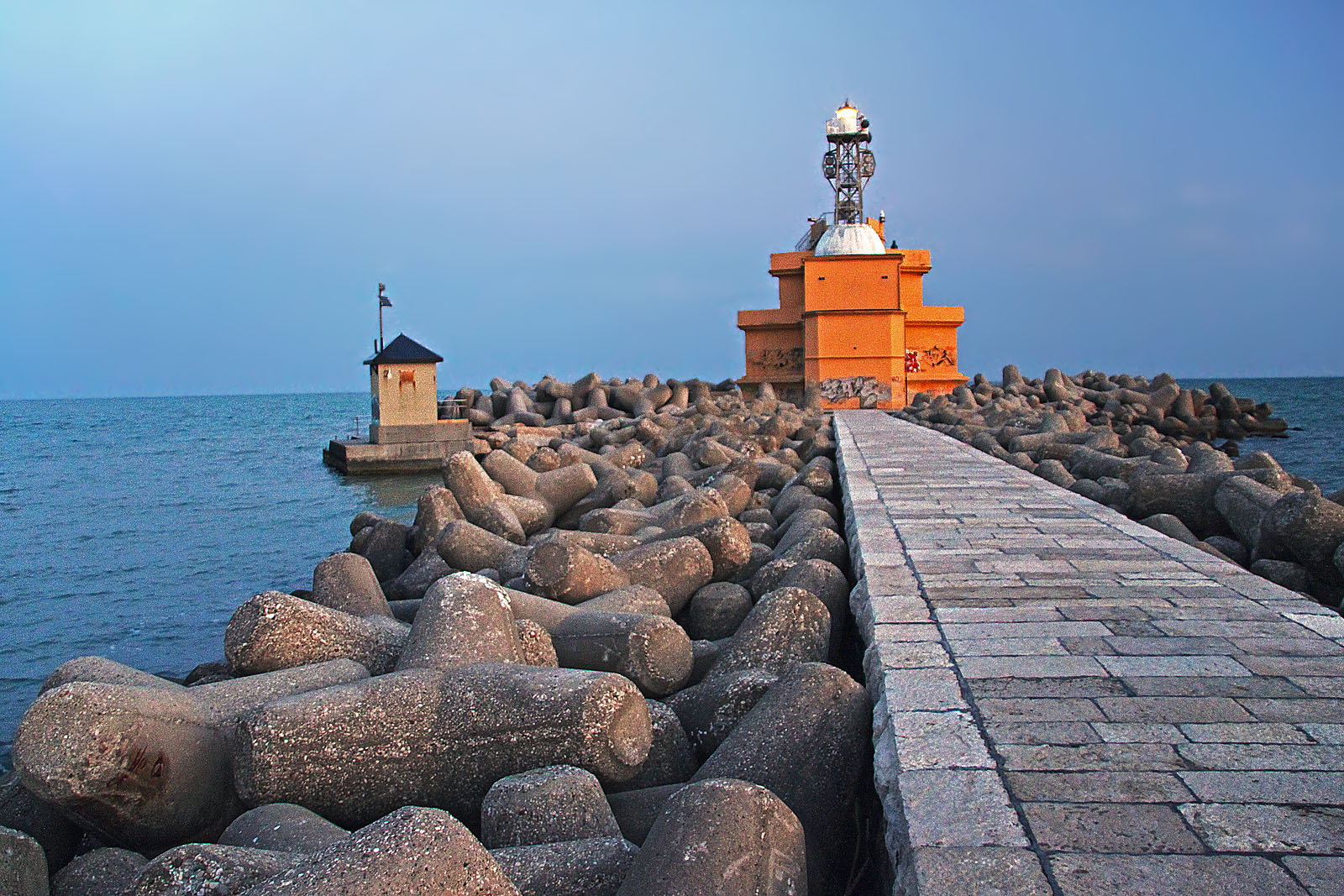
Faro